# Boeing Duveen and the Beautiful Soup
Boeing Duveen and the Beautiful Soup was een Britse popgroep die psychedelische muziek maakte.
De band stond onder leiding van Sam Hutt, die tevens arts was en daarom ook wel bekend als de "rock en roll doctor". Hutt werd later onder de naam Hank Wangford bekend als countryzanger.
De band bracht slechts één single uit in 1968, met de nummers Jabberwock en Which dreamed it. Beide nummer zijn geïnspireerd door gedichten uit Through the Looking-Glass van Lewis Carroll; respectievelijk Jabberwocky en Which dreamed it uit het gelijknamige hoofdstuk 12. Ook de bandnaam is afgeleid van een gedicht van Lewis Caroll, namelijk het gedicht Beautiful soup uit Alice's Adventures in Wonderland.
Deze zeldzame single wordt beschouwd als een klassieker van Britse psychedelia uit de jaren '60.
Het Oostenrijkse Captain High Records heeft in 2014 de single heruitgebracht op vinyl op een beperkte oplage van 500 exemplaren.
De nummers komen ook voor op een aantal compilaties met andere psychedelische bands:
- "The Rubble Box volume 14": Jabberwock
- "The Perfumed Garden volume 3": Which Dreamed It